# NGC 5817
NGC 5817 este o galaxie lenticulară situată în constelația Balanța. A fost descoperită în 1886 de către Ormond Stone⁠(d).